# Drivers License

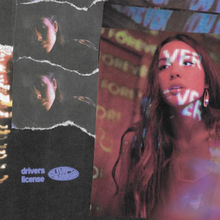
Portada de la cançó Drivers License

Drivers License és una cançó de la cantant estatunidenca Olivia Rodrigo. La va escriure ella mateixa juntament amb Dan Nigro, que va ser també el productor de la cançó. Es va llançar com el seu senzill debut el 8 de gener de 2021 a través de Geffen i Interscope Records. Va publicar referències a la cançó molts cops durant l'any 2020, i finalment va ser anunciada el 4 de gener de 2021. El videoclip oficial es va publicar a YouTube junt amb el llançament de la cançó, en què Rodrigo condueix per una zona suburbana després de rebre el carnet de conduir. "Drivers License" va rebre aclamacions de la crítica; els elogis es van centrar en la composició catàrtica de Rodrigo, la veu emocional i la també emocionant producció de la cançó, amb molts subratllant les seves influències de Taylor Swift i Lorde.
És la tercera cançó del seu nou àlbum "Sour".
"Drivers License" va batre una sèrie de rècords, inclòs el rècord de Spotify per a la cançó no festiva més cops reproduïda d'un sol dia (aconseguit el seu quart dia de llançament). La cançó va encapçalar el Billboard Hot 100 dels Estats Units com un dels èxits número u més dominants de la història i va convertir Rodrigo en l'artista més jove que va debutar a la llista. Va ser certificat doble platí per la Recording Industry Association of America. En altres llocs, "Drivers License" va arribar al número u de molts països, inclosos Bèlgica, Dinamarca, Finlàndia, Israel, Malàisia, Portugal i Singapur, a més de passar diverses setmanes a les llistes de classificació a Austràlia, el Canadà, Irlanda, Nova Zelanda i al Regne Unit. També es va situar entre els deu primers del Brasil, França, Alemanya, Itàlia, Espanya i altres països.

## Antecedents i llançament
Olivia Rodrigo va protagonitzar la sèrie de televisió High School Musical: El musical: la sèrie, basada en la sèrie original High School Musical de l'any 2006, l'any 2019, junt amb Joshua Bassett, Matt Cornet i Sofia Wylie, entre d'altres. Durant la sèrie va compondre algunes cançons, com "All I Want" o "Just for a moment", aquesta última la va escriure amb el seu company de repartiment Joshua Bassett. "All I Want" va ser certificada Or per la Recording Industry Association of America (RIAA), per guanyar més de 500.000 unitats als Estats Units. La sèrie es va renovar per una segona temporada el 2021. Rodrigo va signar amb Geffen Records, una filial d'Interscope Records, amb la intenció de llançar el seu EP debut el 2021.

"Quan vaig sortir amb "Drivers License", estava passant per una ruptura que em resultava tan confusa, tan polifacètica. Posar tots aquests sentiments en una cançó va fer que tot semblés molt més senzill i clar, i al final, crec que aquest és el propòsit de la composició. No hi ha res com seure al piano al meu dormitori i escriure una cançó molt trista. És realment el que més m’agrada del món"
- Rodrigo sobre els orígens de "Drivers License", Uproxx
Va publicar referències sobre la cançó durant molts mesos el 2020, incloent algunes lletres a Instagram. Va publicar un fragment, amb el títol "Vaig escriure això l'altre dia. Molt a prop del meu cor. Li diré Drivers License", on toca la cançó amb un piano. La cançó es va anunciar el 4 de gener,  i es va llançar a totes les plataformes de música i streaming digitals quatre dies després, al costat d’un vídeo musical a YouTube. És el senzill principal del seu pròxim àlbum d'estudi, que Rodrigo havia descrit anteriorment com el seu EP debut. "Drivers License" va impactar la ràdio d'èxit contemporània dels EUA el 19 de gener.
Poques cançons creen un moment cultural en la forma en què va fer l’himne atmosfèric de l’adolescent Olivia Rodrigo, “Drivers License”, quan es va publicar el gener d’aquest any. La cantant de divuit anys es va convertir en l’artista més jove que va debutar al número 1 del Billboard Hot 100, càrrec que va ocupar durant dos mesos. Una autèntica sensació mundial,“Drivers License” va arribar al número 1 del Regne Unit, el Japó i més de 20 països més. Va establir un nou rècord de transmissió a Spotify, amb més de 17 milions de reproduccions en un sol dia, i va assolir els 100 milions de reproduccions més ràpides que qualsevol cançó de la història. El seu senzill debut va dominar ràpidament les llistes de Spotify i l'emotiva balada pop sobre el desamor de l’adolescent va batre el rècord de la plataforma en la majoria de reproduccions d’una cançó en una sola setmana. S'ha convertit en el debut més gran del Regne Unit a la primera setmana a la llista des que Zayn Malik va llançar el seu senzill debut, Pillowtalk, el 2016. En una setmana, la cançó va assolir més de 32 milions de visualitzacions a YouTube i 2,5 milions de "m'agrada". L'11 de gener es va transmetre 15,17 milions de vegades. A més, va aconseguir ràpidament la posició número u a les llistes musicals d'Apple Music i Amazon a nivell mundial.

## Composició i lletra
Tocada per un piano, "Drivers License" és una balada, que es caracteritza per ser una pista de lo-fi, pop indie i power pop amb elements de folk i indie rock.
La cançó escrita per Rodrigo parla de com de destrossada estava després que el noi amb el que sortia passés de pàgina en tan poc temps, per això diu la frase: "And I just can't imagine how you could be so okay now that I'm gone".
La cançó està escrita en la tonalitat de si bemoll major i té un ritme ràpid de 142 pulsacions per minut, amb doble toc de tambor i palmes al segon vers i entrada. Té una duració de 4:02 minuts.

## Crítica
La primera setmana de llançament de “Drivers License”, la cançó va debutar al número 1 de les principals plataformes de transmissió, incloses les primeres cartes de Spotify Global Top 50, Spotify US Top 50 Chart, Apple Music Global Chart i Amazon Music Overall Top Songs Gràfic. El senzill va passar al número 1 a Apple Music a 48 països, a Spotify a 31 països i a YouTube a 14 països. A la revista Clash, Robin Murray la va calificar com a sensacional.

## Videoclip
El videoclip de la cançó va ser dirigit per Matthew Cohen. El vídeo comença amb Rodrigo al seu cotxe, mentres ens explica la seva història cantant i expresa les seves emocions. Durant el vídeo, aconsegueix el carnet de conduir. Com ens explica la cançó: "I got my driver's license last week / Just like we always talked about / Cause you were so excited for me / To finally drive up to your house / But today I drove through the suburbs / Crying 'cause you weren't around"; podem veure al vídeo com condueix sola per una zona suburbana, enlloc de a casa de la seva parella, com ella voldria. Al principi del vídeo la podem veure feliç recordant la seva relació, però cap al final la veiem més trista recordant els mals moments d'aquella tòxica relació. El videoclip té quasi 194 mil visualitzacions.

## Crèdits
- Olivia Rodrigo - veu principal, compositora
- Dan Nigro: productor, compositor, enginyer de gravació
- Randy Merrill: enginyer de masterització
- Mitch McCarthy - mesclador
- Dan Viafore - enginyer de gravació[14]